# محمدرضا شجاعی
محمدرضا شجاعی متولد سال ۱۳۴۳ در تهران، طراح صحنه و طراح لباس و فارغ‌التحصیل مقطع دکترای پزشکی عمومی  است. از سال ۱۳۶۷ تحت عنوان طراح صحنه و لباس فعالیتش را در سینما و تلویزیون آغاز کرد.
محمدرضا شجاعی برنده سیمرغ بلورین بهترین طراح لباس (فیلم) از سی و هفتمین دوره جشنواره فیلم فجر برای فیلم شبی که ماه کامل شد است.

## فعالیت
| سال تولید | فیلم سینمایی و سریال  | طراح لباس | طراح صحنه | مدیر هنری | مشاور نظامی | ناظر نظامی |
| ۱۳۹۹      | ابلق                  | آری       | آری       |           |             |            |
| ۱۳۹۷      | ماجرای نیمروز: رد خون | آری       | آری       |           |             |            |
| ۱۳۹۷      | شبی که ماه کامل شد    | آری       | آری       |           |             |            |
| ۱۳۹۶      | تنگه ابوقریب          | آری       | آری       |           |             |            |
| ۱۳۹۵      | شعله‌ور                |           | آری       |           |             |            |
| ۱۳۹۴      | بادیگارد              | آری       | آری       |           |             |            |
| ۱۳۹۴      | ایستاده در غبار       |           |           | آری       |             |            |
| ۱۳۹۲      | آرایش غلیظ            |           | آری       | آری       |             |            |
| ۱۳۸۵      | اخراجیها              | آری       | آری       |           |             |            |
| ۱۳۸۳      | پیک نیک در میدان جنگ  | آری       | آری       |           |             |            |
| ۱۳۸۳      | مروری بر زندگی        | آری       | آری       |           |             | آری        |
| ۱۳۷۴      | آخرین مرحله           | آری       | آری       |           |             |            |
| ۱۳۶۹      | پرواز در نهایت        |           | آری       |           |             |            |
| ۱۳۶۹      | چشم شیشه ای           |           | آری       |           |             |            |
| ۱۳۶۸      | مهاجر                 |           | آری       |           | آری         |            |
| ۱۳۶۷      | دیده‌بان               |           | آری       |           | آری         |            |
| --------- | --------------------- | --------- | --------- | --------- | ----------- | ---------- |

## جوایز و نامزدی‌ها[۲][۳]
| سال  | جایزه                                              | بخش                                         | نامزد                 | نتیجه    |
| ---- | -------------------------------------------------- | ------------------------------------------- | --------------------- | -------- |
| ۱۳۶۹ | دوره ۹ جشنواره فیلم فجر                            | سیمرغ بلورین بهترین طراحی صحنه (صحنه آرایی) | چشم شیشه ای           | نامزدشده |
| ۱۳۷۵ | دوره ۶ جشنواره فیلم مقاومت                         | بهترین صحنه آرایی                           | آخرین مرحله           | نامزدشده |
| ۱۳۸۵ | دوره ۲۵ جشنواره فیلم فجر                           | سیمرغ بلورین بهترین طراحی صحنه              | اخراجیها              | نامزدشده |
| ۱۳۹۴ | دوره ۳۴ جشنواره فیلم فجر                           | سیمرغ بلورین بهترین طراحی صحنه و لباس       | ایستاده در غبار       | برنده    |
| ۱۳۹۵ | دوره ۱۰ جشن انجمن منتقدان و نویسندگان سینمای ایران | تندیس بهترین طراحی صحنه و لباس              | ایستاده در غبار       | نامزدشده |
| ۱۳۹۶ | دوره ۳۶ جشنواره فیلم فجر                           | سیمرغ بلورین بهترین طراحی صحنه              | تنگه ابوقریب          | نامزدشده |
| ۱۳۹۷ | دوره ۳۷ جشنواره فیلم فجر                           | سیمرغ بلورین بهترین طراحی لباس              | ماجرای نیمروز: رد خون | برنده    |
| ۱۳۹۷ | دوره ۳۷ جشنواره فیلم فجر                           | سیمرغ بلورین بهترین طراحی لباس              | شبی که ماه کامل شد    | نامزدشده |
| ۱۳۹۷ | دوره ۳۷ جشنواره فیلم فجر                           | سیمرغ بلورین بهترین طراحی صحنه              | شبی که ماه کامل شد    | نامزدشده |
| ۱۳۹۷ | دوره ۱۲ جشن انجمن منتقدان و نویسندگان سینمای ایران | تندیس بهترین طراحی صحنه و لباس              | تنگه ابوقریب          | برنده    |
| ۱۳۹۷ | دوره ۱۲ جشن انجمن منتقدان و نویسندگان سینمای ایران | تندیس بهترین طراحی صحنه و لباس              | شعله‌ور                | نامزدشده |
| ۱۳۹۸ | دوره ۲۱ جشن سینمای ایران                           | تندیس بهترین طراحی لباس                     | شبی که ماه کامل شد    | برنده    |
| ۱۳۹۸ | دوره ۲۱ جشن سینمای ایران                           | تندیس بهترین طراحی صحنه                     | شبی که ماه کامل شد    | نامزدشده |
| ۱۳۹۹ | دوره ۳۹ جشنواره فیلم فجر                           | سیمرغ بلورین بهترین طراحی صحنه              | ابلق                  | نامزدشده |